# جمدة (بكيل المير)

تعديل مصدري - تعديل

جمدة هي إحدى قرى عزلة فاس بمديرية بكيل المير التابعة لمحافظة حجة، بلغ تعداد سكانها 178 نسمة حسب تعداد اليمن لعام 2004.